# Heike Hartmann
Heike Hartmann (Erfurt, 30 januari 1982) is een Duits langebaanschaatsster.

## Biografie
Heike Hartmann won tussen 1996 en 2000 10 titels bij de junioren op verschillende sprintafstanden en de kleine vierkamp. Sinds 2001 startte ze ook regelmatig in wereldcup wedstrijden. Meestal deed ze daar mee in de B-groep. Haar beste resultaat was een twaalfde plaats in 2002 in Harbin en in 2003 in Heerenveen op de 1000 meter. Na het seizoen 2003/2004 stopte ze met schaatsen.
Haar comeback op het internationale podium maakte ze bij de worldcup van Salt Lake City en seizoen 2007/2008. Ze was sterker dan ooit. Op de 500 meter werd ze vijfde en op de 1000 meter bezette ze de achtste plaats.
Hartmann is lid van de schaatsvereniging "Frillensee" in Inzell, waar ze onder leiding van Marcus Eicher traint.
Bij de Duitse afstandkampioenschappen in seizoen 2007/2008 behaalde ze een zilveren plak op zowel de 500m als de 1000m.

## Persoonlijk
Haar zus Anke Hartmann is ook schaatsster.

## Resultaten
| Jaar | NK afstanden        | WK Sprint | WK Afstanden       | WK Junioren |
| ---- | ------------------- | --------- | ------------------ | ----------- |
| 1999 |                     |           |                    | 13e         |
| 2000 |                     |           |                    | Brons       |
| 2001 |                     |           |                    | Zilver      |
| 2003 |                     | 22e       |                    |             |
| 2008 | 100m · 500m · 1000m | 9e        | 18e 500m           |             |
| 2009 |                     | 20e       | 19e 500m 18e 1000m |             |
| 2010 |                     | 22e       |                    |             |

### Wereldrecords
| Nr. | Afstand | Tijd    | Datum        | Baan    |
| --- | ------- | ------- | ------------ | ------- |
| jr1 | 1000 m  | 1.16,92 | 3 maart 2001 | Calgary |